# Arun Kumar (ur. 1991)
Arun Kumar (ur. 6 lipca 1991) – indyjski zapaśnik walczący w stylu wolnym. Zajął jedenaste miejsce na mistrzostwach świata w 2015. Wicemistrz Wspólnoty Narodów w 2017 i trzeci w 2013. Mistrz Azji juniorów w 2011. Ósmy w Pucharze Świata w 2018. Mistrz Azji kadetów w 2008 roku.